# Pierre Levée de la Fontenille
La Pierre Levée de la Fontenille, est un dolmen situé sur la commune de Faye-l'Abbesse, dans le département des Deux-Sèvres.

## Historique
Le dolmen est classé au titre des monuments historiques par arrêté du 28 avril 1971.

## Description
Le dolmen comporte une table de couverture très irrégulière, creusées de cuvettes, qui repose sur quatre orthostates (trois à l'ouest, un à l'est). Deux autres pierres ferment partiellement la chambre côté nord sans soutenir la table. La chambre ouvre au sud sur un second ensemble composé d'une table de couverture effondrée, sur deux autres orthostates couchés, et pointant vers le ciel. Les tables sont en grès et les orthostates en granite. Il pourrait donc s'agir d'une petite allée couverte d'autant que la chambre est étroite 1,40 m.
La chambre a été pillée à diverses reprises.
A environ 80 m à l'ouest-sud-ouest, il existe une tombelle de forme ovale. Un second dolmen est mentionné à proximité, mais demeure introuvable.